# Вострецово (Хабаровский край)
Вострецо́во — село в Охотском районе Хабаровского края. Административный центр и единственный населённый пункт сельского поселения «Село Вострецово»

## Этимология
Село названо в честь советского военачальника, героя Гражданской войны Степана Сергеевича Вострецова (1883—1932).

## География
Село находится на северо-западном побережье Охотского моря, в 1,5 км от устья реки Урак, на расстоянии 20 км к западу от рабочего посёлка Охотск, административного центра района.

## История
Возникло на месте японской рыболовецкой концессии. Датой основания села можно считать 1934 год — с образования сезонного участка, а затем — рыбозавода «Стахановский». В село были переселены посёлки Дуран, Медвежка и Урак. В 1965 году указом Президиума Верховного Совета РСФСР посёлку Стахановский присвоено наименование село Вострецово.

## Население
| 1992 | 2002 | 2010 | 2011 | 2012 | 2013 | 2014 |
| ---- | ---- | ---- | ---- | ---- | ---- | ---- |
| 1600 | ↘982 | ↘560 | ↘553 | ↘513 | ↘473 | ↘438 |
| 2015 | 2016 | 2017 | 2018 | 2019 | 2020 | 2021 |
| ↘419 | ↘405 | ↘400 | ↘372 | ↘354 | ↘333 | ↗421 |

## Улицы
| - ул. 40 лет Победы, - ул. Дуранская, - ул. Колхозная, | - ул. Морская, - ул. Набережная, - ул. Теплова, | - ул. Флотская, - ул. Центральная, - пер. Школьный. |

## Экономика
Центральная усадьба колхоза им. Вострецова (рыболовство, переработка, подсобное сельское хозяйство, строится рыбоводный завод лососевых).